# Edward Kokoszko

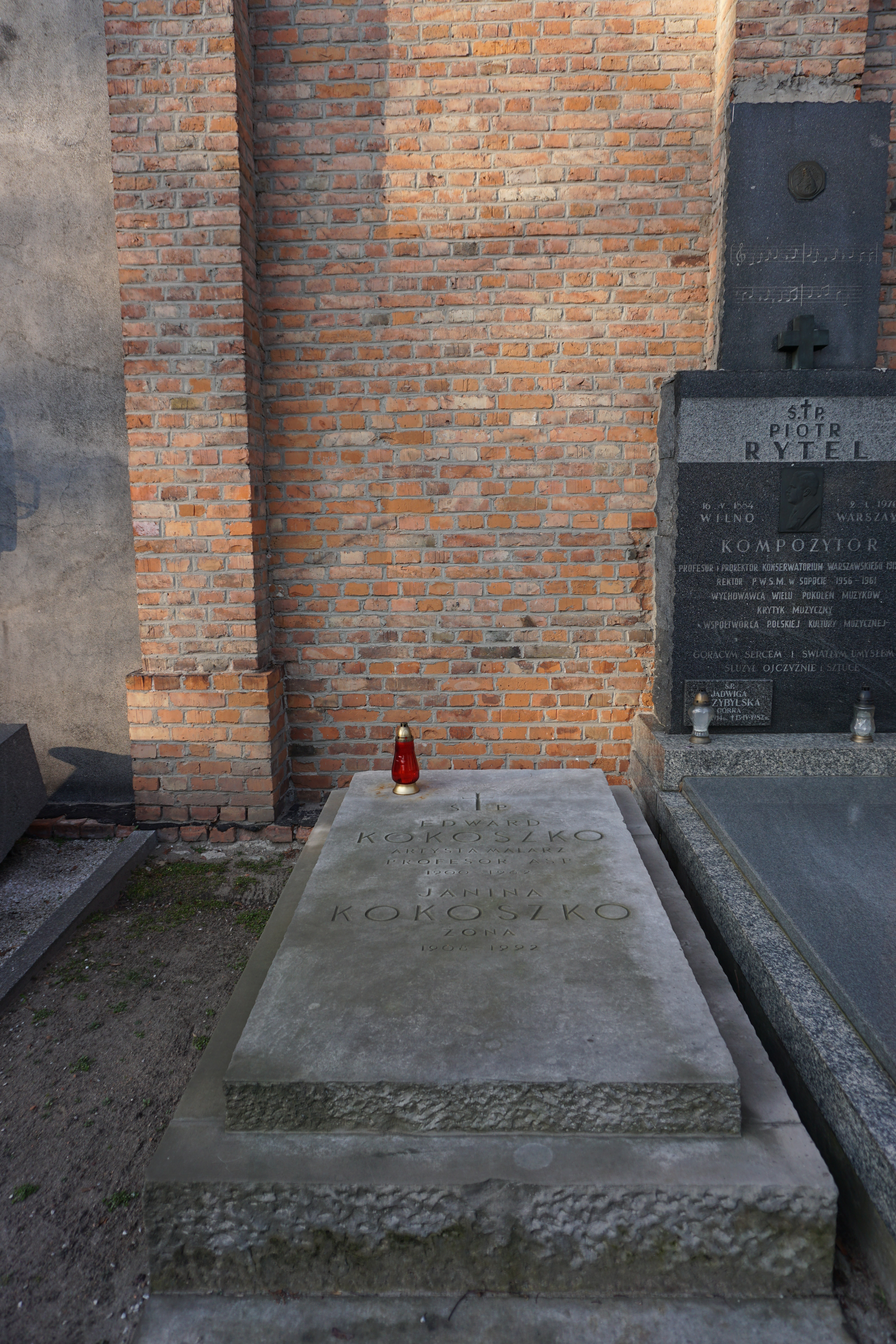
Grób Edwarda Kokoszki na cmentarzu Powązkowskim

Edward Kokoszko (ur. 24 sierpnia 1900 w Izdebnie Kościelnym, zm. 12 maja 1962 w Warszawie) – polski artysta malarz, członek Bractwa św. Łukasza oraz Spółdzielni Artystów ŁAD. 

## Życiorys
Urodził się w rodzinie Franciszka i Józefy z Włodarczyków. Ukończył gimnazjum im. Władysława IV w Warszawie. W latach 1918–1921 służył ochotniczo w Wojsku Polskim. Studiował na wydziale humanistycznym Wolnej Wszechnicy Polskiej oraz malarstwo w Miejskiej Szkole Rysunkowej w Warszawie u Miłosza Kotarbińskiego i Jana Kauzika, w latach 1921–1922 w prywatnej szkole Konrada Krzyżanowskiego, w 1926 w Szkole Sztuk Pięknych u Tadeusza Pruszkowskiego. Studiował też grafikę u Władysława Skoczylasa. Po ukończeniu studiów wyjechał na trzy lata do Francji.
Przystąpił do Bractwa św. Łukasza i uczestniczył w jego wystawach. 
W 1929 rozpoczął pracę pedagogiczną w Szkole Sztuk Pięknych w Warszawie (potem Akademii Sztuk Pięknych), równocześnie od 1934 był profesorem Miejskiej Szkoły Sztuk Zdobniczych i Malarskich, gdzie pracował do 1947. Był współorganizatorem i przez kilka lat prezesem powstałego w 1934 Bloku Zawodowych Artystów Plastyków. W latach 1935–1938 publikował w miesięczniku „Plastyka”.
W czasie okupacji pracował jako nauczyciel w szkolnictwie zawodowym. Po wojnie objął profesurę w reaktywowanej Miejskiej Szkole Sztuk Zdobniczych i Malarstwa (przekształconej później w Wyższą Szkołę Sztuk Plastycznych). W 1947 został powołany na profesora Akademii Sztuk Pięknych.
Uprawiał głównie malarstwo portretowe. Projektował witraże i polichromie dla kościołów. Wraz z Janem Zamoyskim stworzył fryz w siedzibie Polskiej Akademii Nauk i plafon w teatrze dziecięcym w Pałacu Kultury i Nauki.
Był żonaty dwukrotnie: z małżeństwa z Wandą Nowacką miał syna Jerzego (1928–1944), który zginął w powstaniu warszawskim. Z drugą żoną (ślub 1942), Janiną Rajkowską (1908–1992), miał córkę Annę (ur. 1944).
Zmarł 12 maja 1962, spoczywa na cmentarzu Powązkowskim (Aleja Zasłużonych-1-118).

## Ordery i odznaczenia
- Złoty Krzyż Zasługi (11 lipca 1955)[6]
- Medal 10-lecia Polski Ludowej (19 stycznia 1955)[7]